# Карл Кристиан фон Золмс-Хоензолмс-Лих
Карл Кристиан фон Золмс-Хоензолмс-Лих (на немски: Carl Christian zu Solms-Hohensolms-Lich; * 16 април 1725, Хоензолмс; † 22 март 1803, Лих, Хесен) е граф и от 1792 г. 1. княз на Золмс-Хоензолмс-Лих.

## Биография
Той е син на граф Фридрих Вилхелм фон Золмс-Хоензолмс-Лих (1682 – 1744) и съпругата му графиня Вилхелмина Магдалена фон Изенбург-Бирщайн (1682 – 1749), дъщеря на граф Вилхелм Мориц I фон Изенбург-Бирщайн (1657 – 1711) и първата му съпруга графиня Анна Амалия фон Изенбург-Бюдинген (1653 – 1700), дъщеря на граф Йохан Ернст фон Изенбург-Бюдинген и графиня Мария Шарлота фон Ербах.
Карл Кристиан е издигнат на 14 юли 1792 г. на първия княз на Золмс-Хоензолмс-Лих от император Франц II, последният император на Свещената Римска империя. Той мести резиденцията от Хоензолмс в Лих. През Седемгодишната война от 1756 до 1763 г. княжеството Золмс-Хоензолмс-Лих не пострадва, също и през Наполеоновите войни. Погребан е в Лих.

## Фамилия
Карл Кристиан се жени на 21 декември 1759 г. в Касел за графиня и бургграфиня София Шарлота фон Дона-Шлобитен (* 17 януари 1740, Шлобитен; † 10 ноември 1798, Марбург ан дер Лан), дъщеря на граф Александер Емилиус цу Дона-Шлобитен (1704 – 1745, убит в Ландсхут) и принцеса София Шарлота фон Шлезвиг-Холщайн-Зондербург-Бек (1722 – 1763). Те имат децата:
- Георг Карл Фридрих Александер (1760 – 1803)
- Карл Лудвиг Август (1762 – 1807), княз на Золмс-Хоензолмс-Лих, женен на 6 септември 1802 г. в Бургщайнфурт за графиня Хенриета София фон Бентхайм-Щайнфурт (1777 – 1851), дъщеря на княз Лудвиг Вилхелм Гелдрикус Ернст фон Бентхайм-Щайнфурт и Юлиана Вилхелмина фон Шлезвиг-Холщайн-Зондербург-Глюксбург
- Фридрих Александер (1762 – 1830)
- Густав Паул (1771 – 1797)
- София Шарлота (1765 – 1803), монахиня в Кведлинбург
- Мария Каролина (1767 – 1838)